# Horrorliteratur
Die Horrorliteratur (auch Gruselliteratur) ist eine Literaturgattung, die sich auf Horrorfiktion stützt und deren Gegenstand daher angsteinflößende und oft übernatürliche Ereignisse sind. Dabei rücken überwiegend die grausigen Motive der Handlung (Monster, Untote, Dämonen, Entstellungen, Qualen etc.) in den Vordergrund bzw. Mittelpunkt.

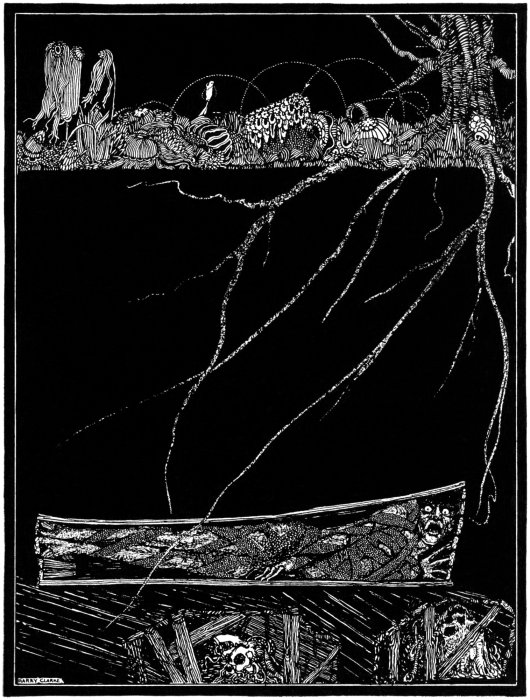
Illustration (1919) von Harry Clarke zu Edgar Allan Poes Vorzeitiges Begräbnis (1844)

## Genredefinitionen
Die Horrorliteratur gilt neben dem Kriminalroman, dem Liebesroman, dem Heimatroman, dem Abenteuerroman, dem historischen und dem biographischen Roman, der Science-Fiction- und der Western-Literatur als eines der Genres der populären Literatur. Laut dem Dictionary of Literary Terms and Literary Theory stammt das Wort Horror vom lateinischen Verb horrere für die Haare hochstehen lassen, zittern, (sich) schütteln ab, wonach die Horrorgeschichte eine Geschichte ist, die den Leser schockt oder ängstigt und eventuell sogar Gefühle der Abscheu oder des Hasses bei ihm auslöst. Hauptthemen der Horrorliteratur sind laut dem Dictionary Mord, Selbstmord, Folter, Angst, Verrücktheit, Gespenster, Vampire, Doppelgänger, Succubi, Incubi, Poltergeister, dämonische Pakte, teuflische Besessenheit, Exorzismus, Hexerei, Voodoo, Lykanthropie und das Makabere.
Ein weiterer Begriff für Horrorliteratur, der im Lexikon der Horrorliteratur benutzt wird, ist Weird Fiction, was übersetzt etwa seltsame, merkwürdige, gruselige oder unheimliche Prosadichtung bedeutet, den Bogen weiter spannt und somit mehr Textsorten umfasst als der Begriff Horror. Die Horrorgeschichte ist vor allem für die Entwicklung der modernen Kurzgeschichte von Bedeutung; einflussreich war auf diesem Gebiet insbesondere Edgar Allan Poe. Weitere Bedeutung erhält sie durch ihre Verbindung zum Schauerroman (engl. Gothic Novel), zur Schwarzen Romantik, zur Geister-/Gespenstergeschichte und zum Thriller.
In der Horrorliteratur werden die Grenzen dessen erkundet, was Menschen zu tun oder zu erleben fähig sind. Die Abgründe der menschlichen Seele werden erforscht, der Grad von Angst, Hysterie und Wahnsinn, den Menschen aushalten könnten, die dunkle Seite der Seele wird beleuchtet. Sie beschäftigt sich mit der Hölle, wobei diese nur das mehr oder weniger universelle Symbol einer extremen Bedingung ist, wie z. B. tiefe Trauer, ein überwältigendes Gefühl eines unwiederbringlichen Verlustes, akute Angst, irrationelle Vorahnungen oder körperliche Schmerzen. Laut dem Dictionary entwickelte sich dieses Konzept der inneren Hölle im 16. Jahrhundert, wo es als Teil des Bewusstseins angesehen wurde – als subjektive, innere, psychologische, persönliche und individuelle Quelle von Schrecken und Terror, als Chaos eines gestörten und gequälten Geistes.
Die Entwicklung des Horrorgenres ist ein Prozess, in dem Menschen versuchen, mit Ängsten vor dem Tod, dem ungewissen Leben nach dem Tod, der Bestrafung, der Dunkelheit, dem Bösen, der Gewalt und der Zerstörung zurechtzukommen. So widmeten sich bereits die Schriftsteller des späten Mittelalters insbesondere den beiden Themen des Ubi sunt und des Danse Macabre, wodurch sie spätere Entwicklungen vorwegnahmen. Als Auseinandersetzung mit dem Tod will auch Andreas Nohl in seinem Begleittext zu Das eiserne Leichentuch die Horrorgeschichte verstehen. Eine ähnliche Sichtweise legen Stephen King in Danse Macabre und H. P. Lovecraft in Die Literatur des Grauens dar: Beide sehen in der Horrorliteratur ein Genre, das den Leser mit seinen Ängsten, mit der jedem Menschen innewohnenden Angst vor der Dunkelheit, dem Tod, dem Unbekannten und dem Verlust von Kontrolle konfrontiert. Diese Argumentation übernimmt Anleihen aus der antiken Dramentheorie. Dort sollen die Zuschauer durch heftige Gefühlserregungen (Furcht und Schrecken, später bei Lessing: Furcht und Mitleid) eine psychische Reinigung (Katharsis) erfahren. Dem entspricht auch die Argumentation des Literaturwissenschaftlers Hans Mayer in Das unglückliche Bewußtsein: In einem kurzen Exkurs über William Beckfords Vathek bestreitet Mayer, dass es sich bei Vathek um einen Horrorroman handele, da der Autor nicht auf die Erregung von Angst ziele, sondern kühl und unbeteiligt beschreibe.

### Zuordnungsprobleme und Genrekombinationen

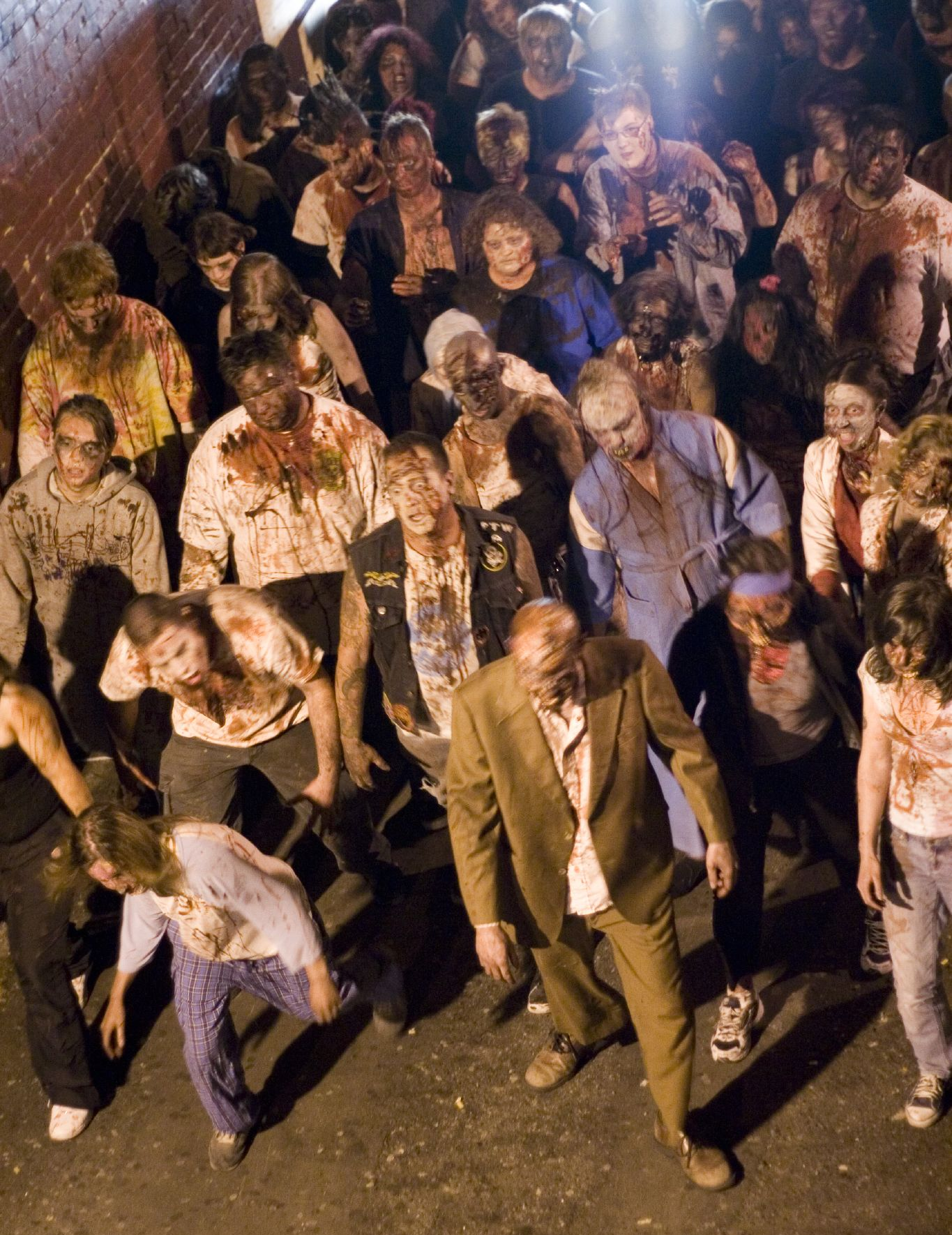
Moderne Form des Zombies, der seinen Zustand meist einem wissenschaftlichen Grund, wie einem Virus, „verdankt“ – und nicht mehr viel mit dem ursprünglichen Zombie der Voodoo-Mythologie zu tun hat.

Der Literaturkritiker Douglas E. Winter stellte die These auf, die Horrorliteratur sei überhaupt kein Genre, es handele sich vielmehr um „ein Gefühl“; zumindest letztere Aussage wird auch vom Dictionary of Literary Terms and Literary Theory gestützt. Dabei ist es nach Winter keinem bestimmten Autoren vorbehalten, dieses Gefühl bei seinem Leser zu erzeugen, den man allgemeinsprachlich als Horrorautoren bezeichnet, wie z. B. in heutiger Zeit bei Stephen King oder Thomas Harris geschehen. Vielmehr hätten sich immer wieder Autoren aller Kulturen und Epochen mit den Themen der Angst und Gewalt beschäftigt; als Beispiele nennt er namentlich James Joyce, Ernest Hemingway, Nathaniel Hawthorne und Carlos Fuentes, deren Werke teilweise ebenfalls der Horrorliteratur zuzurechnen seien. Gegen Winters These spricht die Tatsache, dass man Werke nur dann dem Horrorgenre zuzuordnen braucht, wenn die Horror-Motive, -Figuren, -Stimmungen etc. als solche im Vordergrund stehen – und nicht etwa die zu ihnen hinführenden oder von ihnen ausgehenden Verstrickungen. Zudem ist es selbstverständlich, dass Themen wie Angst und Gewalt keinem bestimmten Autorenschlag vorbehalten sind. Winters unhaltbarer These zufolge müssten auch alle anderen erdenklichen Genres wie Science Fiction oder Western für nichtig erklärt werden, denn Autoren können Zeitreisende im Wilden Westen landen lassen – oder umgekehrt: Westernhelden in die Zukunft schicken – und vieles mehr. Halten sich in einem Werk die Hauptmerkmale mehrerer Genres die Balance, handelt es sich um eine Genre-Kombination wie beispielsweise Horror-Western, SciFi-Horror, Horror-Krimi, Abenteuer-Horror oder SciFi-Horror-Komödie.

### Abgrenzung von Horror und Science Fiction
Sowohl Horror als auch Science Fiction sind Untergenres der Phantastik und ziehen ihren Reiz aus der Schilderung des Unbekannten, Unglaublichen und/oder Unheimlichen, das im einen Fall übernatürliche Ursachen hat oder zu haben scheint, während im anderen Fall wissenschaftliche Erklärungen angeboten werden. Eine klar definierte Grenze lässt sich daher nicht ziehen, da viele Werke beiden Genres zugerechnet werden und für deren Entwicklung entscheidend waren. Zum Grusel-Genre werden sie in der Regel dann gezählt, wenn die Horror-Aspekte überwiegen und die Science-Fiction-Elemente nur als Mittel zu dem Zweck eingesetzt werden, den jeweiligen Horror auszulösen. So etwa in z. B. Mary Shelleys Frankenstein, das oft als erste Science-Fiction-Geschichte gesehen wird, allerdings auch unbestritten zum Horrorgenre gehört. Gleiches gilt für Stevensons Dr Jekyll and Mr Hyde. Bei H. G. Wells erreichte die Vermischung beider Genres einen Höhepunkt, weshalb diese Romane oft als Science-Fiction-Horror, SciFi-Horror bzw. SF-Horror bezeichnet werden; auf die Romane von Richard Matheson (I Am Legend, The Shrinking Man) und H. P. Lovecraft (The Colour Out of Space) trifft dies ebenfalls zu. Insbesondere bei modernen Zombiegeschichten (z. B. in Stephen Kings Cell, in George A. Romeros Zombie-Filmen und in den Resident-Evil-Videospielen) liegt meist ein wissenschaftlicher Grund wie kosmische Strahlung oder ein Virus vor.

## Merkmale der Horrorliteratur

### Schrecken, Horror und Ekel
Laut Stephen King gibt es drei grundlegende Arten des Grauens, die in Horrorgeschichten angewendet und gegebenenfalls kombiniert werden:
1. Schrecken: Die sporadisch erzeugte Angst vor dem Unbekannten, vor dem, was nun wohl hinter der Tür lauert (z. B. in Die Affenpfote), ist von Autoren recht überraschend, plötzlich und häufig einsetzbar, klingt aber relativ rasch ab.
2. Horror: Die länger anhaltende Angst vor dem Ungeheuerlichen manifestiert sich erst langsam und nimmt dann eine mehr oder weniger feste Form an, etwa die eines Monsters (z. B. in Shelleys Frankenstein) oder die eines unerträglichen Geräusches (z. B. in Poes Das verräterische Herz).
3. Ekel: Die direkt empfundene Angst vor dem Unappetitlichen, das Gefühl der Abscheu, überkommt den Leser oder Zuschauer sofort bei abstoßenden Phänomenen wie Gewürm, Ungeziefer, Spinnweben, Schleim, Gift, Gestank, Fäulnis, Fäkalien, Innereien, Verletzungen, Krankheiten, Entstellungen, Folterungen, Perversionen aller Art etc. Starker Ekel kann durch unverhohlene (mitunter übertriebene) Darstellungen expliziter Gewaltszenen, oft Todesszenen, erzeugt werden. Wie in den Filmgenres Splatter und Gore, die in der Tradition des Pariser Théâtre du Grand Guignol stehen, kann dabei sehr viel Blut fließen, meist durch das Abtrennen von Gliedmaßen (wie in Saw oder Alien).

Das Lexikon der Horrorliteratur nennt in seinem Vorwort die folgenden fünf Merkmale für die Zuordnung einer Geschichte zur Horrorliteratur:
1. Übernatürliches
2. realistisch geschildertes Grauen (in den sogenannten Tales of Terror)
3. psychologische Gruselkomponenten (z. B. Angstträume, Schilderungen von Wahnsinn und/oder Besessenheit)
4. Science-Fiction-Gruselkomponenten
5. Groteskes, Skurriles, Surreales, schwarzer Humor

### Horror und Soziologie
Laut Stephen King sind Horrorgeschichten (unabhängig vom Medium) immer sehr populär, jedoch vor allen Dingen in Abschnitten von etwa 10 oder 20 Jahren richtig erfolgreich, was er mit politischen und wirtschaftlichen Krisen wie z. B. dem Zweiten Weltkrieg, der Weltwirtschaftskrise oder dem Vietnamkrieg in Verbindung bringt. Die gesellschaftlichen Ängste der Menschen werden dann in der Horrorliteratur (oder im Horrorfilm) aufgegriffen oder auch vom Leser hineinprojiziert.

### Archetypische Figuren

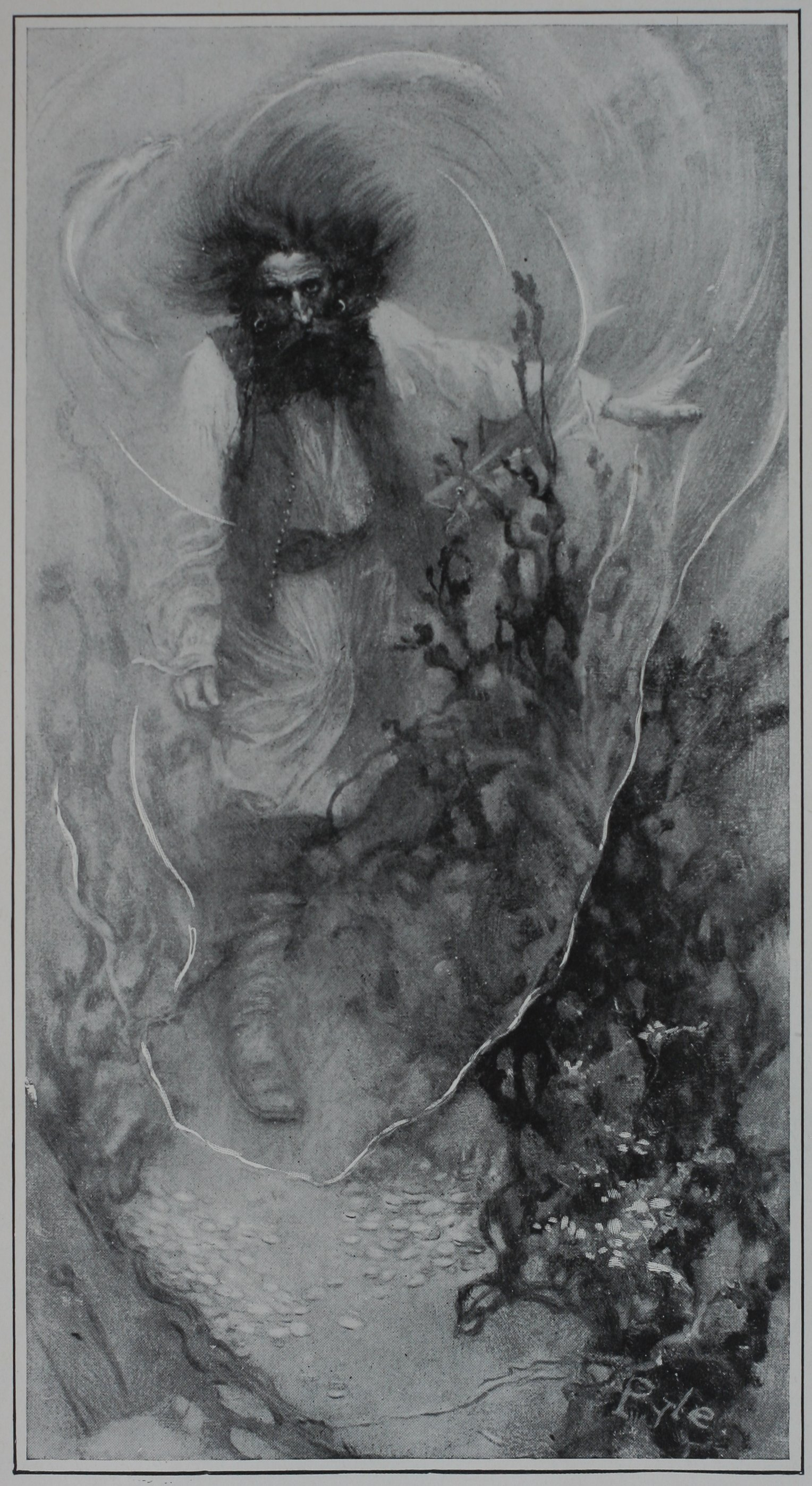
Darstellung eines Piratengeists von Howard Pyle

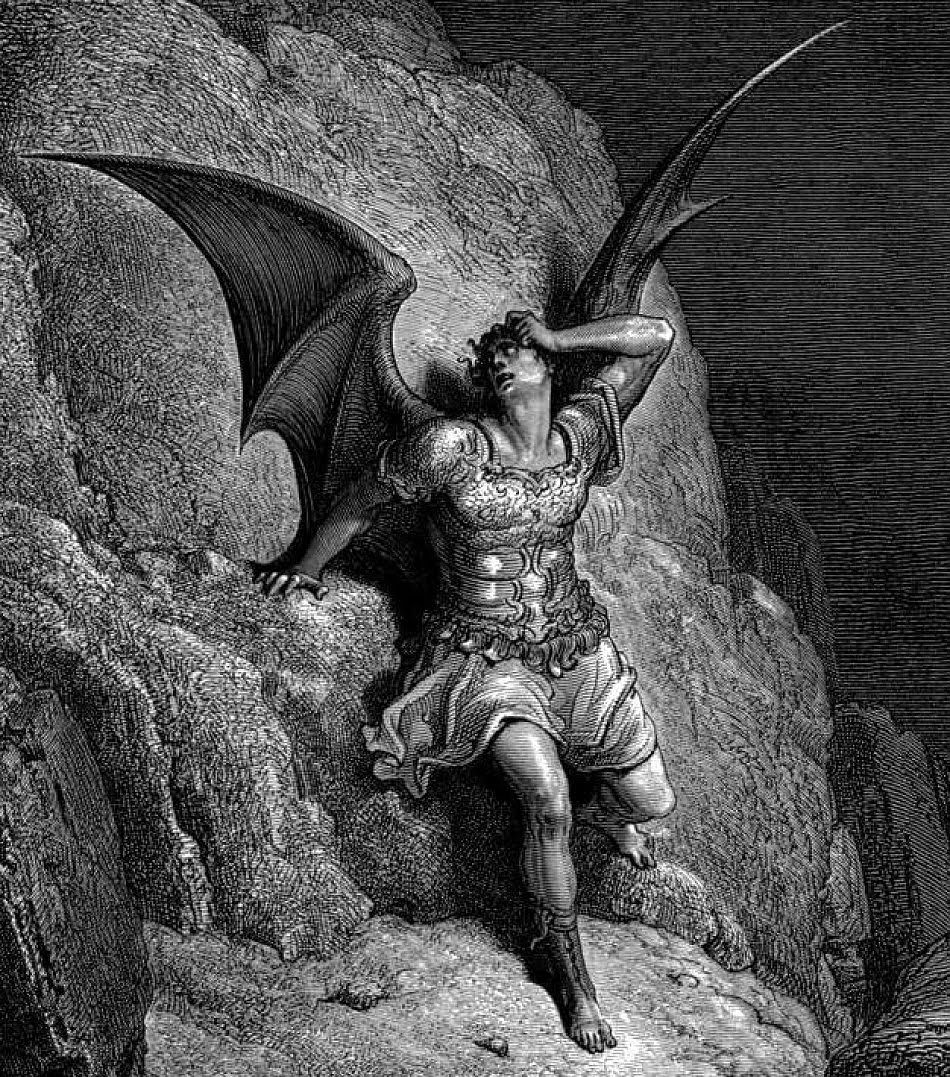
Satan in Miltons Paradise Lost, Stich von Gustave Doré

In jedem Horrorroman gibt es ein oder mehrere „Monster“, durch das der Schrecken der Geschichte entsteht, wobei das „Monster“ bei den meisten Horrorgeschichten mehr im übertragenen Sinn zu sehen ist und zahlreiche Gestalten annehmen kann. Stephen King unterscheidet in Danse Macabre fünf Archetypen, auf denen nahezu jede moderne Horrorgeschichte aufbaut:
- Der Werwolf: Die „dunkle Seite“ des Menschen kommt zum Vorschein und verleitet ihn zu schrecklichen Gräueltaten, der mentale Wandel geht einher mit einer körperlichen Veränderung, nämlich der Verwandlung in die tierische Gestalt des Werwolfs. King sieht jedoch auch Masken und Verkleidungen als körperliche Veränderung, weshalb er auch Norman Bates aus Psycho, der sich als seine Mutter verkleidet, sowie die Scream-Killer, die sich hinter einer Maske, die Edvard Munchs Der Schrei entlehnt ist, verstecken, als Werwölfe begreift. Als Urform sieht King Robert Louis Stevensons Strange Case of Dr. Jekyll and Mr. Hyde (1886), wodurch King die Motive des Werwolfs und des Doppelgängers auf eine Stufe stellt.
- Der Vampir: Als Hauptmerkmal des Vampirs sieht King den Kannibalismus, für den das Bluttrinken ein Symbol darstellt, weshalb laut dieser Definition auch Zombies vom Prinzip her Vampire sind. Dass George A. Romero als Hauptinspiration für seine Zombie-Filme mit Richard Mathesons I Am Legend einen Vampirroman nennt, untermauert diese These. Bei Matheson entfernt sich der Hintergrund des Vampirs vom mythologisch-religiösen und bekommt mit einem Virus einen wissenschaftlichen Hintergrund, was die moderne Form des Zombies begründete und weshalb der Roman auch zur Science Fiction gezählt wird. Die Urform ist laut King Bram Stokers Dracula.
- Das Ding: Als Ding bezeichnet King insbesondere künstlich, durch wissenschaftliche Prozesse erschaffene Kreaturen, wie z. B. Frankensteins Monster oder die Dinosaurier in Michael Crichtons DinoPark, aber auch sonstige namenlose Wesen, meist außerirdische Spezies wie Blob – Schrecken ohne Namen (1958) oder Das Ding aus einer anderen Welt (1951). Als Urform nennt er Mary Shelleys Frankenstein.
- Das Gespenst: Der Geist eines Verstorbenen, der aus dem Jenseits zurückkehrt und im Diesseits für Schrecken sorgt, bekannt vor allem aus den Schauerromanen der Gothic Fiction. Als Urform nennt King gleich mehrere Gothic Novels: Horace Walpoles The Castle of Otranto, Matthew Gregory Lewis’ The Monk und C. R. Maturins Melmoth the Wanderer.
- Der Ort des Bösen: Ein Haus, in dem es spukt, oder in dem das Böse sich manifestiert (Spukhaus). King nennt keine Urform, doch er nennt als Beispiele Shirley Jacksons The Haunting of Hill House sowie seinen eigenen Roman Shining. Meist ist das Haus ein altes Schloss (Spukschloss) oder ein leer stehendes, verfallendes Herrenhaus, in dem meist ein Mord oder ein ähnlicher schrecklicher Vorfall geschehen ist, allerdings kann auch ein modernes Haus zum Zentrum des Spuks werden, wie z. B. in Anne Rivers Siddons The House Next Door oder das komplett aus Glas und Metall bestehende Haus aus 13 Geister.

Das Dictionary of Literary Terms and Literary Theory listet, genau wie King, als Figuren der Horrorliteratur den Vampir, den Werwolf und das Gespenst, ergänzt darüber hinaus die Liste aber noch um folgende Figuren:
- Der Teufel, dessen Urform der Bibel sowie der jüdisch-christlichen Mythologie entstammt und dessen bekannteste und bedeutendste literarische Bearbeitungen Dante Alighieris La Divina Commedia (1321) und John Miltons Paradise Lost (1667) sind.
- Der Doppelgänger, der die böse Seite (vergleichbar mit dem Es in Sigmund Freuds Psychoanalyse) des jeweiligen Charakters darstellt. Als Urform wird Adelbert von Chamissos Peter Schlemihls wundersame Geschichte (1813) genannt, von Bedeutung für dieses literarische Motiv sind darüber hinaus E. T. A. Hoffmanns Die Elixiere des Teufels (1815), James Hoggs The Private Memoirs and Confessions of a Justified Sinner (1824), Edgar Allan Poes William Wilson (1839), Fjodor Dostojewskis Der Doppelgänger (russisch: Двойник, Dvojnik, 1846), Robert Louis Stevensons The Strange Case of Dr. Jekyll und Mr. Hyde (1886) sowie Oscar Wildes The Picture of Dorian Gray (1891).
- Eine parasitäre Kreatur, die sich von Körper und/oder Geist eines Charakters ernährt, zum Beispiel eine Lamia oder ein Succubus, wobei sich derartige Dämonen mit der Figur des Vampirs überschneiden, da vor allem die Lamien auch als Vampire angesehen werden.

## Überblick und Entwicklung des Genres

### Ursprünge

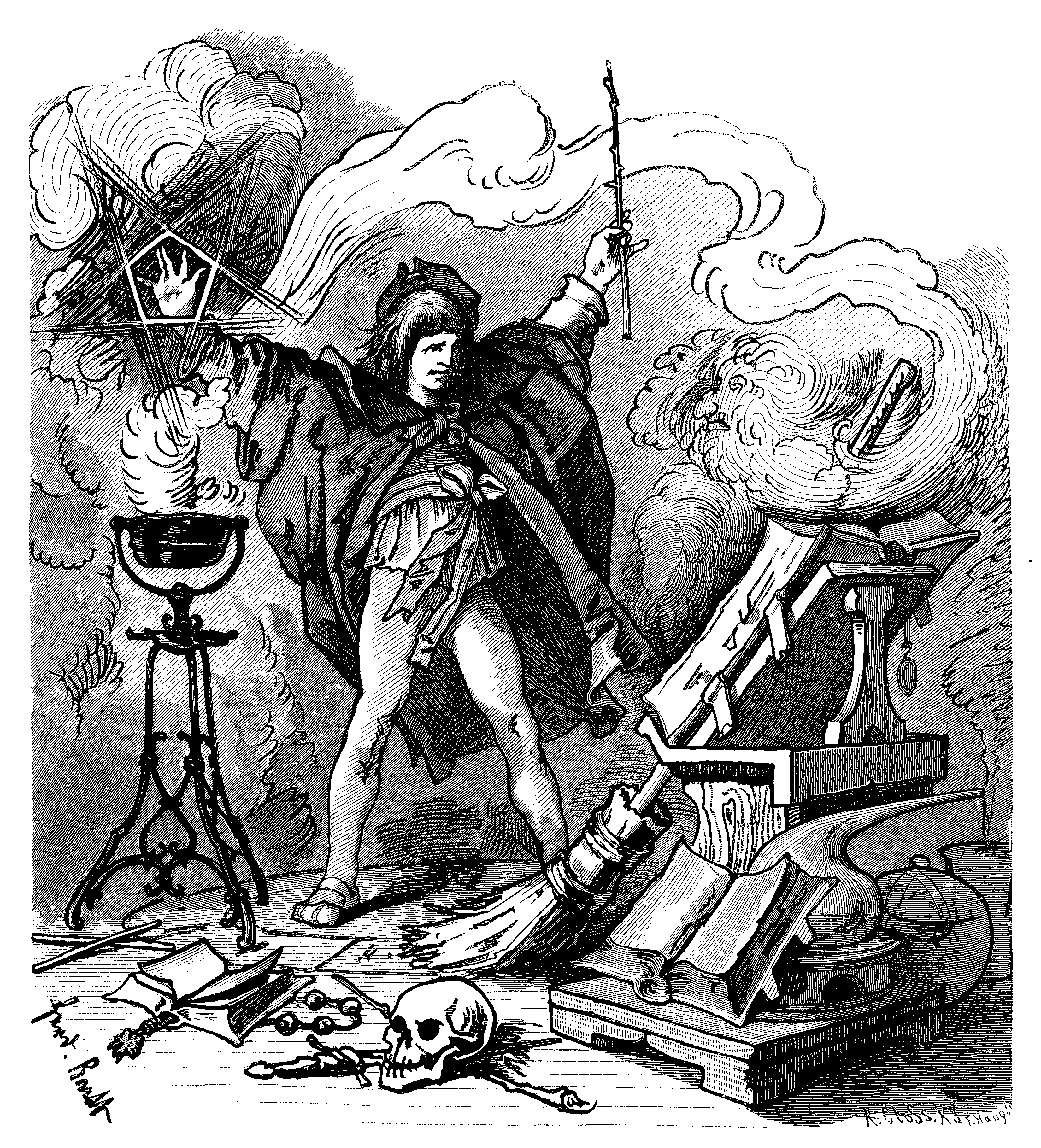
Illustration (etwa 1882) von Ferdinand Barth zu Goethes Ballade Der Zauberlehrling (1797)

Das Sujet des Übernatürlichen im weitesten Sinne findet sich spätestens seit der Romance und den Mysterienspielen des Mittelalters in der europäischen Literatur wieder. Es manifestiert sich in seiner reinen Form, also als ausschließliche Darstellung angsteinflößender und übernatürlicher Umstände, jedoch zuerst in der englischen Romantik.
Als erste Horrorgeschichte wird häufig der um 170 verfasste lateinische Roman Metamorphosen (auch: Der goldene Esel, im Original Metamorphoses bzw. Asinus aureus) des Apuleius angesehen. Allerdings finden sich Elemente des Übernatürlichen bzw. Horrors bereits in Homers Odyssee (etwa 8. Jh. v. Chr.) sowie bei den im Alten Testament enthaltenen biblischen Geschichten von Hiob und König Saul. Elemente des Horrors treten später auch bei Seneca, in Vergils Aeneis (29–19 v. Chr.), in Lucans Pharsalia (61–65), bei Statius, bei Silius Italicus, bei Valerius Flaccus, bei Lucian, in Petronius’ Satyricon, sowie im Gilgamesch-Epos, in der Edda, den Isländersagas sowie in weiteren isländischen Sagadichtungen auf. Ein weiterer bekannter früher Vertreter des Genres ist das altenglische Epos Beowulf (verfasst um 700).
Dante Alighieris La Divina Commedia (verfasst 1321) gilt in manchen Quellen ebenfalls als erste Horrorgeschichte. Auch die Pardoner’s Tale aus Geoffrey Chaucers The Canterbury Tales (um 1387) kann zur frühen Horrorliteratur gerechnet werden. Elemente des Übernatürlichen, das häufig ein Merkmal der Horrorgeschichte ist, treten im 17. Jahrhundert dann unter anderem bei Shakespeares Hamlet (1603) und Macbeth (1623) sowie in John Miltons Paradise Lost (1667) und Christopher Marlowes Tragischer Historie vom Doktor Faustus (1604), später auch in Johann Wolfgang von Goethes Faust (1808), Samuel Taylor Coleridges epischem Gedicht The Rime of the Ancient Mariner (1798), Friedrich Schillers Romanfragment Der Geisterseher (1787) und Novalis’ Hymnen an die Nacht (1800) auf. Bereits ins Umfeld der englischen Romantik gehören Goethes Ballade vom Erlkönig (1782), Sängerin Antonella (1795), Die Braut von Korinth (1797) und Der Zauberlehrling (1797).
Daneben können auch die meisten Märchen, die von Jacob und Wilhelm Grimm unter dem Titel Kinder- und Hausmärchen gesammelt und 1812–1815 veröffentlicht wurden, darunter Hänsel und Gretel oder Rotkäppchen sowie das aus dem französischen Sprachraum stammende Märchen Der kleine Däumling (im Original Le Petit Poucet), als frühe Horrorgeschichten angesehen werden.

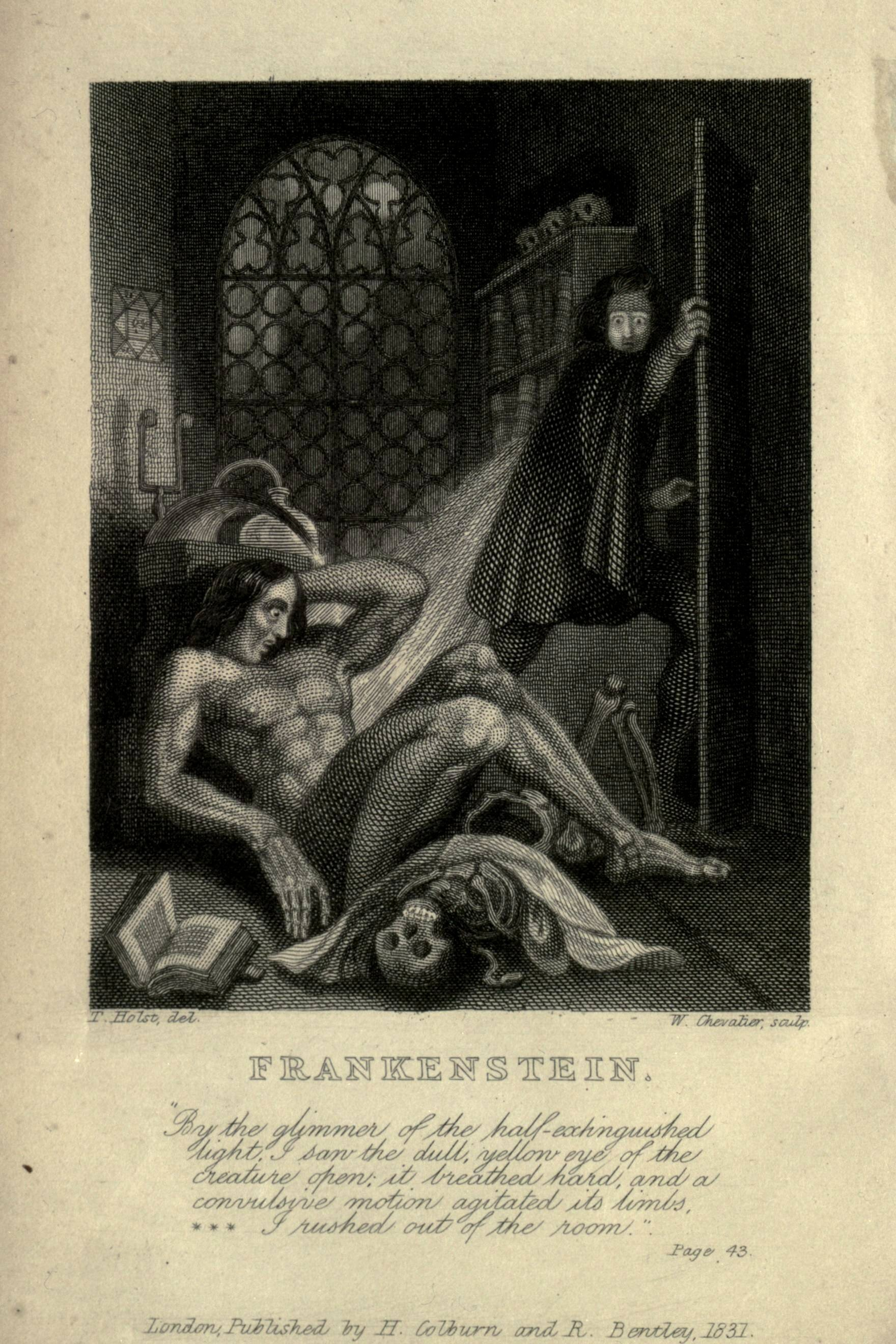
Illustration (1831) von Theodor von Holst zu Shelleys Frankenstein (1818)

### Gothic Novel: Der Schauerroman
Die Literatur des ausgehenden 18. Jahrhunderts in England reagierte auf die aufklärerischen Ideale der vorhergehenden Zeit und befasste sich mit dem Übernatürlichen und dem Schauderhaften, was zunächst zur Entstehung der Graveyard Poetry beitrug, die sich mit skulls and coffins, epitaphs and worms (auf Deutsch: Schädel und Särge, Grabinschriften und Würmer) beschäftigt (als Beispiel sei Thomas Grays Elegy Written in a Country Church-yard genannt) und später zur Gothic Novel oder auch Gothic Romance, zu Deutsch: Schauerroman, führte. Diese Romane erzeugen ihre unheilvolle Atmosphäre durch düstere Landschaften, unterirdische Gewölbe, unerklärliche Ereignisse und viele andere immer wiederkehrende Versatzstücke. Ein weiteres wichtiges Element ist der sogenannte Gothic Villain, einer der typischen Protagonisten des Schauerromans: eine hochgebildete, in sich zerrissene und impulsive Gestalt, die sowohl zum Guten wie zum Bösen fähig ist, aufgrund der inneren Zerrissenheit aber immer wieder dem Bösen verfällt.
Typische Vertreter dieser Epoche sind etwa Horace Walpole mit seinem Werk The Castle of Otranto (1764), dessen Untertitel A Gothic Story zugleich auch diesem Genre seinen Namen gab, Ann Radcliffes The Mysteries of Udolpho (1794) und The Italian (1797) oder Matthew Gregory Lewis’ Roman The Monk, John William Polidoris The Vampyre (1819), einer der ersten Vampirromane, C. R. Maturins Melmoth the Wanderer (1820) sowie in den USA Washington Irvings The Legend of Sleepy Hollow (1820), Thomas De Quinceys autobiografisches Buch Confessions of an English Opium-Eater (1821–1822), James Hoggs The Private Memoirs and Confessions of a Justified Sinner (1824) und schließlich auch Mary Shelley mit Frankenstein, or The Modern Prometheus. Jane Austens Roman Northanger Abbey (1798) stellt eine Parodie auf die bekannten Schauerromane dar.
Im deutschsprachigen Raum sind vor allen Dingen folgende Werke von Bedeutung für die Horrorliteratur: Christian Heinrich Spieß’ Das Petermännchen (1791–1792), Heinrich von Kleists Das Bettelweib von Locarno (1797), Ludwig Tiecks Der blonde Eckbert (1797), Der Runenberg (1804), Achim von Arnims Die Majoratsherren (1819), Adelbert von Chamissos Peter Schlemihls wundersame Geschichte (1814) und Friedrich de la Motte Fouqués Undine (1811). Darüber hinaus auch E. T. A. Hoffmann mit Die Elixiere des Teufels (1815) und seinen Nachtstücken, darunter Der Sandmann (1817), ebenso Joseph von Eichendorff mit Das Marmorbild (1818).

### Viktorianische Epoche

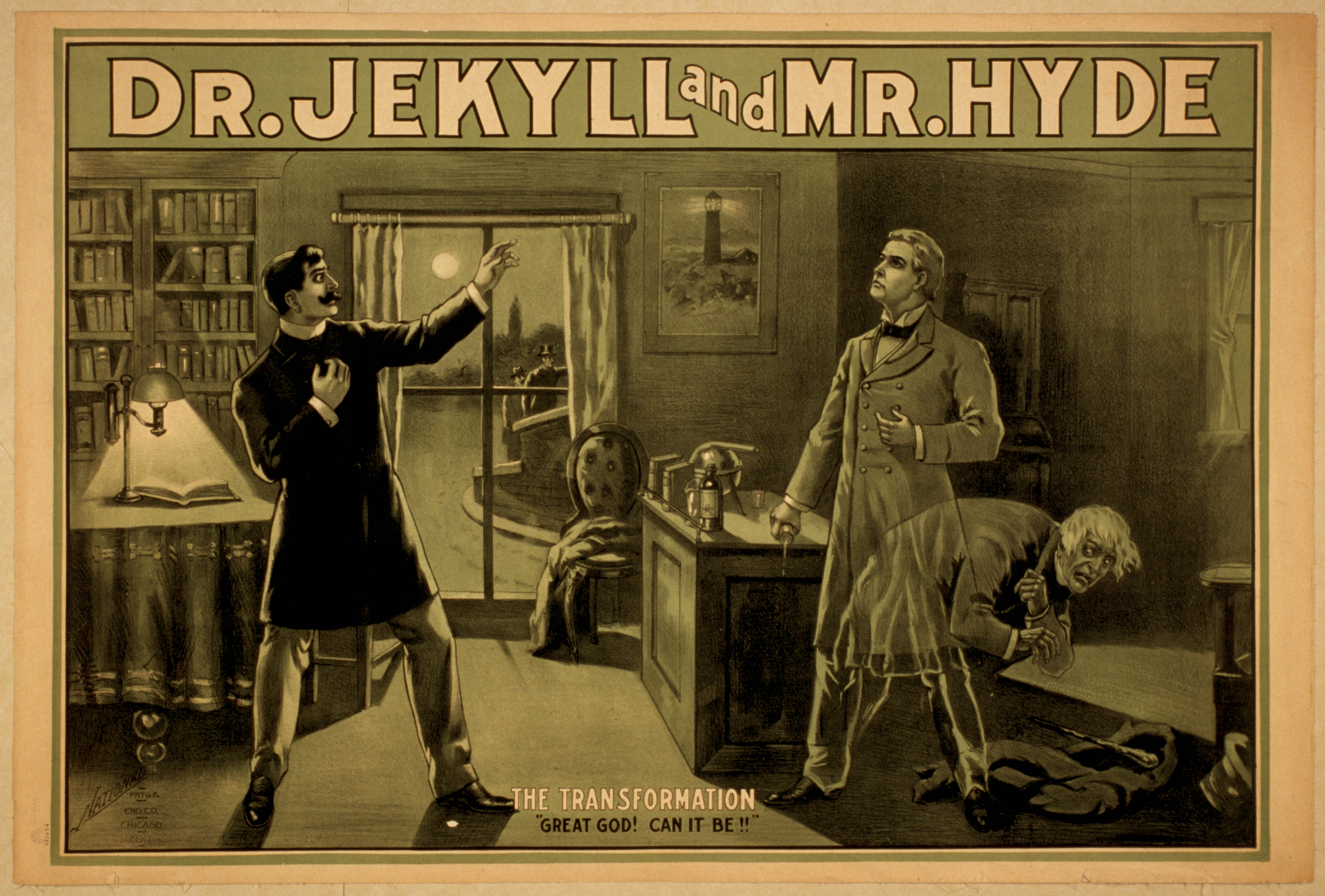
Ein Poster aus den 1880ern zu Stevensons The Strange Case of Dr. Jekyll and Mr. Hyde

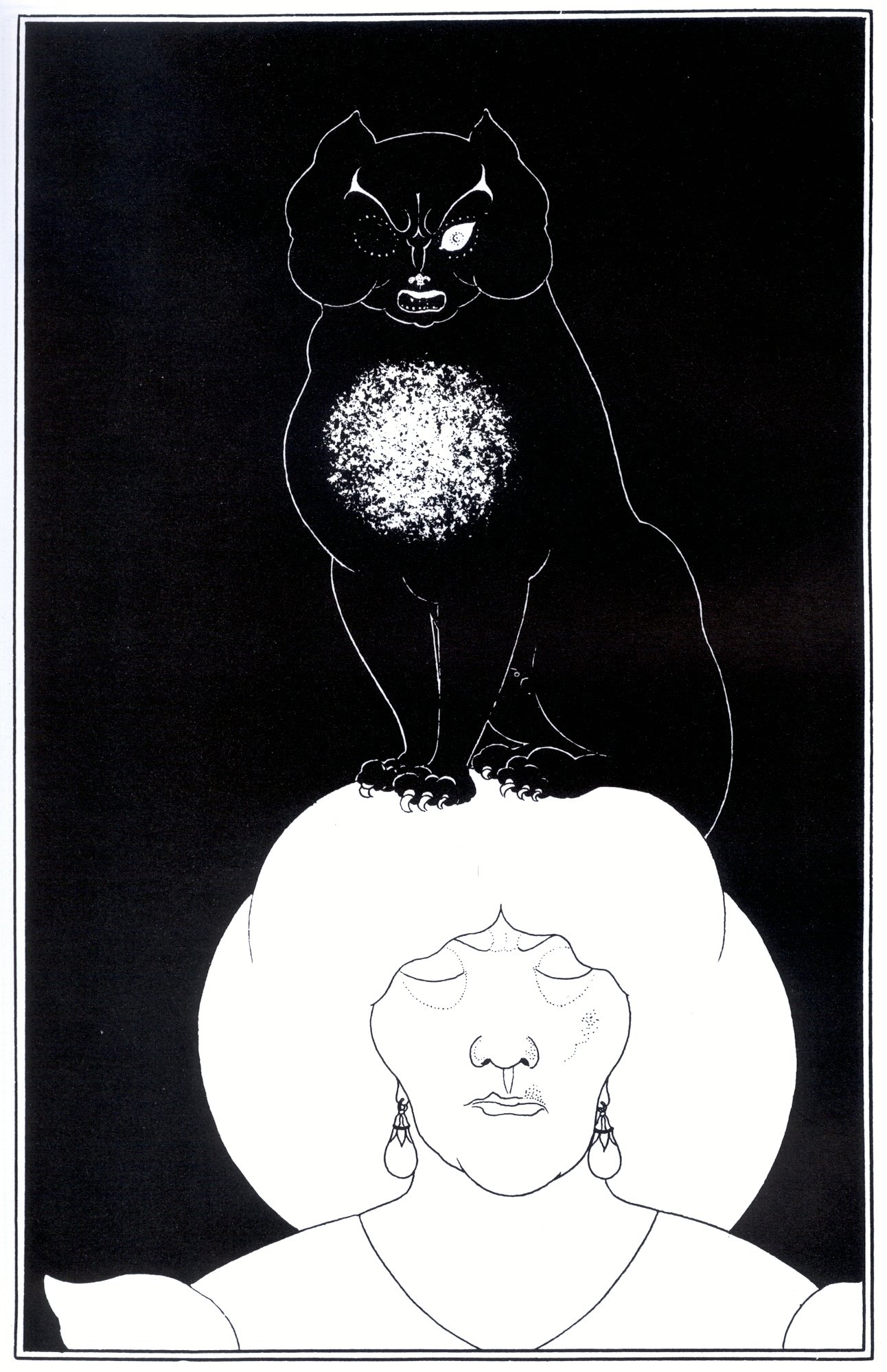
Illustration (1894) von Aubrey Beardsley zu Poes The Black Cat (1843)

Doch auch in der Viktorianischen Epoche finden sich trotz des Hangs zum Realismus immer wieder Vertreter, die mehr oder weniger der Horror- und Schauerliteratur zugerechnet werden müssen. So kann Emily Brontës Wuthering Heights (1847) durchaus in diesen Bereich eingeordnet werden, genau wie Jane Eyre (1847) von ihrer Schwester Charlotte. Als hervorstechendster Vertreter der viktorianischen Zeit ist schließlich The Strange Case of Dr. Jekyll und Mr. Hyde (1886) von Robert Louis Stevenson zu nennen, der typische Elemente der Schwarzen Romantik mit dem Naturalismus der spätviktorianischen Zeit verbindet, indem er versucht, den zunächst übernatürlich erscheinenden Ereignissen einen wissenschaftlichen Hintergrund zu geben. Auch Bram Stokers Dracula (1897) ist hier zu nennen.
Weitere wichtige Romane aus der Viktorianischen Epoche sind Charles Dickens geisterhafte Weihnachtsgeschichten A Christmas Carol und The Chimes (1843), sowie sein letzter, unvollendeter Roman Das Geheimnis des Edwin Drood (1870), Joseph Sheridan Le Fanus Uncle Silas (1864) und Carmilla (1872), Wilkie Collins’ The Woman in White (1860) und The Moonstone (1868), Oscar Wildes The Picture of Dorian Gray (1891), W. W. Jacobs’ The Monkey’s Paw (1902), M. R. James’ Gespenstergeschichten Count Magnus (1904) und Oh, Whistle And I’ll Come to You, My Lad!, Arnold Bennetts The Lost of Cities (1904), The Ghost: A Fantasia in Modern Times (1907), The Glimpse: An Adventure of the Soul (1909), Arthur Conan Doyles The Hound of the Baskervilles (1902) und The Lost World (1912), sowie in den USA Henry James’ The Turn of the Screw (1898). Auch Literaturnobelpreisträger Rudyard Kipling beschäftigte sich in einigen Werken mit Elementen des Horrors, wie etwa Wiedergängern, Geistern und Lykanthropie, Beispiele dafür sind The Phantom Rhikshaw (1885), The Return of Imay (1891), The Mark of the Beast (1890) und They (1904).
In Deutschland machten vor allen Dingen Jeremias Gotthelf mit Die schwarze Spinne (1847) und Theodor Storm mit Der Schimmelreiter (1888) auf sich aufmerksam.
Bei H. G. Wells ergab sich dann die Vermischung von Horror und Science Fiction, so nahm er in The Island of Dr Moreau (1898), The Invisible Man (1900), The War of the Worlds (1901), The First Men in the Moon (1901) und The Time Machine (1904) Dinge wie Reisen durch die Zeit oder das Weltall und genetische Experimente vorweg und vermischte sie mit Horrorelementen. Die bis heute anhaltende Popularität von Wells’ Geschichten zeigt sich anhand zahlreicher Verfilmungen, zuletzt durch Steven Spielbergs Krieg der Welten (2005).
In Frankreich sind vor allen Dingen Honoré de Balzacs La peau de Chagrin (1831), Le livre mystique (1835), Melmoth réconcilié (1835), eine Weiterführung von C. R. Maturins Geschichte, Contes drolatiques (1837) und Théophile Gautiers Mademoiselle de Maupin (1835) und Le roman de la momie (1858), Charles Baudelaires Gedichtband Les Fleurs du Mal (1857–1868) sowie Gaston Leroux’ Le Fantôme de l’Opéra (1910) wichtige Vertreter der Horrorliteratur.
Herausragendster Vertreter der amerikanischen Horrorliteratur des 19. Jahrhunderts ist Edgar Allan Poe. Mit seinen zahlreichen Kurzgeschichten, wie z. B. MS. Found in a Bottle (1833), Ligeia (1838), The Fall of the House of Usher (1839), The Masque of the Red Death (1842), The Pit and the Pendulum (1842), The Tell-Tale Heart (1843), The Black Cat (1843) und The Cask of Amontillado (1846), seinem einzigen Roman The Narrative of Arthur Gordon Pym of Nantucket (1838) und seinem wohl bekanntesten Gedicht The Raven (1845) gilt er als Begründer der modernen Horrorgeschichte. Poe war auch der erste, der psychologische Elemente in seine Erzählungen einfließen ließ.
Daneben hat auch Nathaniel Hawthorne einige Werke verfasst, die der Horrorliteratur zugerechnet werden müssen, wie etwa Young Goodman Brown (1835) oder The House of Seven Gables (1851). Im späten 19. Jahrhundert findet sich schließlich Robert W. Chambers mit The King in Yellow (1895).
Als bedeutendste Vertreter der fantastischen Literatur und auch gleichzeitig der Horrorliteratur in Russland gelten Nikolai Gogol, zu seinen bekanntesten und einflussreichsten Werken gehören unter anderem: Wij (auch Vij, russisch: Вий, 1835), Die Nase (russisch: повесть, Нос, 1836) und Der Mantel (russisch: Шинель, Schinel, 1842) und Alexei Konstantinowitsch Tolstoi, ein Cousin Leo Tolstois, mit den Erzählungen Die Familie des Vampirs (russisch: Встреча через триста лет, Sem’ya Vurdalaka, 1839) und Der Vampir (russisch: Упырь, Upyr, 1841).

### 20. und 21. Jahrhundert

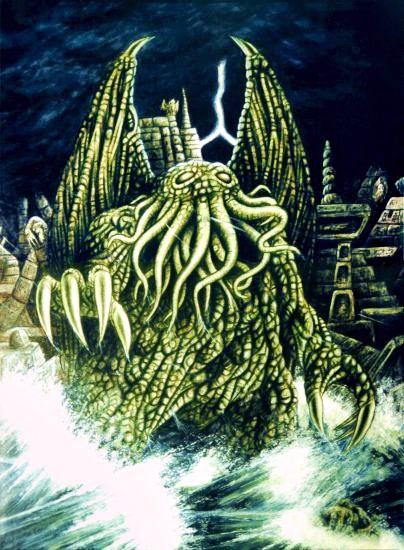
Die fiktive Gottheit Cthulhu, die in H. P. Lovecrafts Horrorliteratur eine große Rolle spielt.

Als wichtiger amerikanischer Vertreter des beginnenden 20. Jahrhunderts ist schließlich H. P. Lovecraft zu nennen, der sich in seinem Essay Supernatural Horror in Literature (1936) auch mit den theoretischen Aspekten der Horrorliteratur auseinandersetzt. Seine Werke (u. a. The Colour out of Space, 1927, sowie die Cthulhu-Mythos-Romane) enthalten unmittelbare Anspielungen auf Poe. Daneben leben sie einerseits von der von Lovecraft geschaffenen Pseudo-Mythologie, andererseits auch – wie die Werke von Hawthorne – von der puritanischen Atmosphäre Neuenglands.
Bedeutende Werke der Horrorliteratur des 20. Jahrhunderts in Großbritannien und den USA sind Sakis The Open Window (1917), Walter de la Mares Seatons Aunt (1921) und A Recluse (1926), H. P. Lovecrafts Cthulhus Ruf (1928), Schatten über Innsmouth (1936) und Berge des Wahnsinns (1936), William Faulkners A Rose for Emily (1930), Ray Bradburys Erzählungen Dark Carnival (1947) und Something Wicked this Way Comes (1962), Shirley Jacksons Kurzgeschichte The Lottery (1948) sowie ihre Romane The Sundial (1958) und The Haunting of Hill House (1959), William Goldings The Lord of the Flies (1954), Richard Mathesons Roman I Am Legend (1954), der den Wechsel vom klassischen Vampir zum modernen Zombie markiert, The Shrinking Man (1956) und Hell House (1971), die einmal mehr Horror und Science Fiction vermischen, Jack Finneys Invasion of the Body Snatchers (1956), Roald Dahls schräge und schwarzhumorige Geschichten Someone Like You (1953) und Kiss, Kiss (1960), Daphne du Mauriers The Birds (1952), Don't Look Now (1971), Robert Blochs Psycho (1959), Ira Levins Rosemary's Baby (1967), The Stepford Wives (1972), William Blattys The Exorcist (1971), Ian McEwans The Cement Garden (1978), sowie Anne Rice’ Vampirromane Interview With the Vampire (1976) und The Queen of the Damned (1988) und Bret Easton Ellis’ Roman American Psycho (1992), der in Deutschland aufgrund der expliziten Gewaltdarstellung eine Zeit lang durch die BPjS indiziert war. Thomas Harris schuf mit dem genialen Wissenschaftler und brutalen Kannibalen Hannibal Lecter einen der bekanntesten modernen Schurken, der die Hauptfigur von bisher vier Büchern ist: Roter Drache (1981), Das Schweigen der Lämmer (1988), Hannibal (1999) und Hannibal Rising (2006). Elemente des Horrors, wie z. B. Werwölfe, Vampire und Gespenster, finden sich auch in Joanne K. Rowlings Harry-Potter-Reihe (1997–2007) sowie in der Wächter-Reihe des russischen Autors Sergei Lukjanenko (1998–2007).
Auch das literarische Genre der Dystopie enthält häufig Elemente des Horrors. Beispiele dafür sind das Zimmer 101 und die dortigen Geschehnisse in George Orwells Dystopie Nineteen Eighty-Four (1984) (1949), die Ausübung brutalster Gewalt sowie die grauenvolle „Heilung“ des Protagonisten Alex, die sich hinter dem Vorhang der Kunstsprache Nadsat verbergen, in Anthony Burgess’ A Clockwork Orange (1962) oder die Tatsache, dass in Ray Bradburys Fahrenheit 451 nicht nur Bücher, sondern auch Menschen bei lebendigem Leib von der „Feuerwehr“ verbrannt und Feinde des Systems von mechanischen Bluthunden durch die Straßen gejagt und vergiftet werden.
Im deutschsprachigen Raum zeigen sich, unter anderem, bei Franz Kafka in Die Verwandlung (1915) und bei In der Strafkolonie (1919) Elemente des Übernatürlichen bzw. des Horrors. Erwähnenswert sind darüber hinaus die folgenden Schriftsteller und ihre Erzählungen: Hanns Heinz Ewers’ Die Spinne (1908) und Alraune. Die Geschichte eines lebenden Wesens (1911), Karl Hans Strobls Eleagabal Kuperus (1910), Gustav Meyrinks Des Deutschen Spießers Wunderhorn (1913), Der Golem (1915), Georg Heyms Das Schiff (1913), Alfred Döblins Der Ritter Blaubart (1911), Die Helferin (1911), Willy Seidels Die magische Laterne des Herrn Zinkeisen (1930), Gerhart Hauptmanns Das Phantom (1927), Das Meerwunder. Eine unwahrscheinliche Geschichte (1934) und Die Spitzhacke (1934), Hans Erich Nossacks Nekyia. Bericht eines Überlebenden (1947), Interview mit dem Tode und Spätestens im November (1955), Ilse Aichingers Der Gefesselte (1953) und Spiegelgeschichte (1954) sowie Marie Luise Kaschnitz’ Vogel Rock. Unheimliche Geschichten (1969) und Patrick Süskinds Das Parfum (1985).
Stephen King ist seit seinem Debüt mit Carrie (1974) der bekannteste, erfolgreichste und einflussreichste Horrorschriftsteller. Zu seinen bekanntesten Romanen zählen, unter anderem, Salem’s Lot (1975), The Shining (1977), The Stand (1978/1990), Cujo (1981), Pet Sematary (1983), It (1986), The Dark Half (1989), Bag of Bones (1998), The Girl Who Loved Tom Gordon (1999), Dreamcatcher (2001) und Cell (2006) sowie der Dunkle-Turm-Zyklus (1982–2004). Mit Danse Macabre (1981) hat King darüber hinaus ein viel beachtetes theoretisches Werk über Horrorliteratur, -filme und -hörspiele verfasst.

### Horrorautoren der Gegenwart
Zu den aktuellen Autoren zählen unter anderem (international): Isabel Allende, Martin Baresch, Clive Barker, Jorge Luis Borges, J. G. Ballard, Jack Cady, Ramsey Campbell, John Crowley, Harlan Ellison, John Farris, Christopher Fowler, Ray Garron, Charles L. Grant, Dave Gore, James Herbert, Joe Hill, Brian Keene, Stephen King, Dean Koontz, Richard Laymon, Edward Lee, Fritz Leiber, John Ajvide Lindqvist, Brian Lumley, Graham Masterton, Patrick McGrath, Kim Newman, Joyce Carol Oates, John Saul, John Shirley, Dan Simmons, Curt Siodmak, R. L. Stine, Peter Straub, Thomas Ligotti und F. Paul Wilson – sowie im deutschsprachigen Raum: G. Arentzen, Tobias Bachmann, Cornelia Funke, Marc Gore, Markus Heitz, Wolfgang Hohlbein, Rainer Innreiter, Markus Kastenholz, Markus K. Korb, Thomas Körner, Jens Lossau, Christoph Marzi, Michael Siefener, Malte S. Sembten, Torsten Sträter, Uwe Voehl, John Aysa, Vincent Voss, Earl Warren und Wrath James White.

### Romanhefte und Comics
Seit Beginn des 20. Jahrhunderts ist die Grusel- und Horrorliteratur eines der populären Genres im Heftromanbereich. Besonders erfolgreiche Beispiele hierfür sind: Larry Brent, John Sinclair, Tony Ballard, Dämonenkiller oder Professor Zamorra.
Auch im Bereich des Comics gibt es zahlreiche Reihen, die zum Horrorgenre gehören, wie z. B. die von Neil Gaiman verfasste The-Sandman-Reihe, die zwischen 1988 und 1996 bei DC Comics erschien, die Hellblazer-Reihe (besonders bekannt durch die Verfilmung Constantine aus dem Jahr 2005 mit Keanu Reeves in der Hauptrolle) sowie die Swamp-Thing-Reihe.

## Mediale Wechselwirkungen

### Horrorliteratur und -film

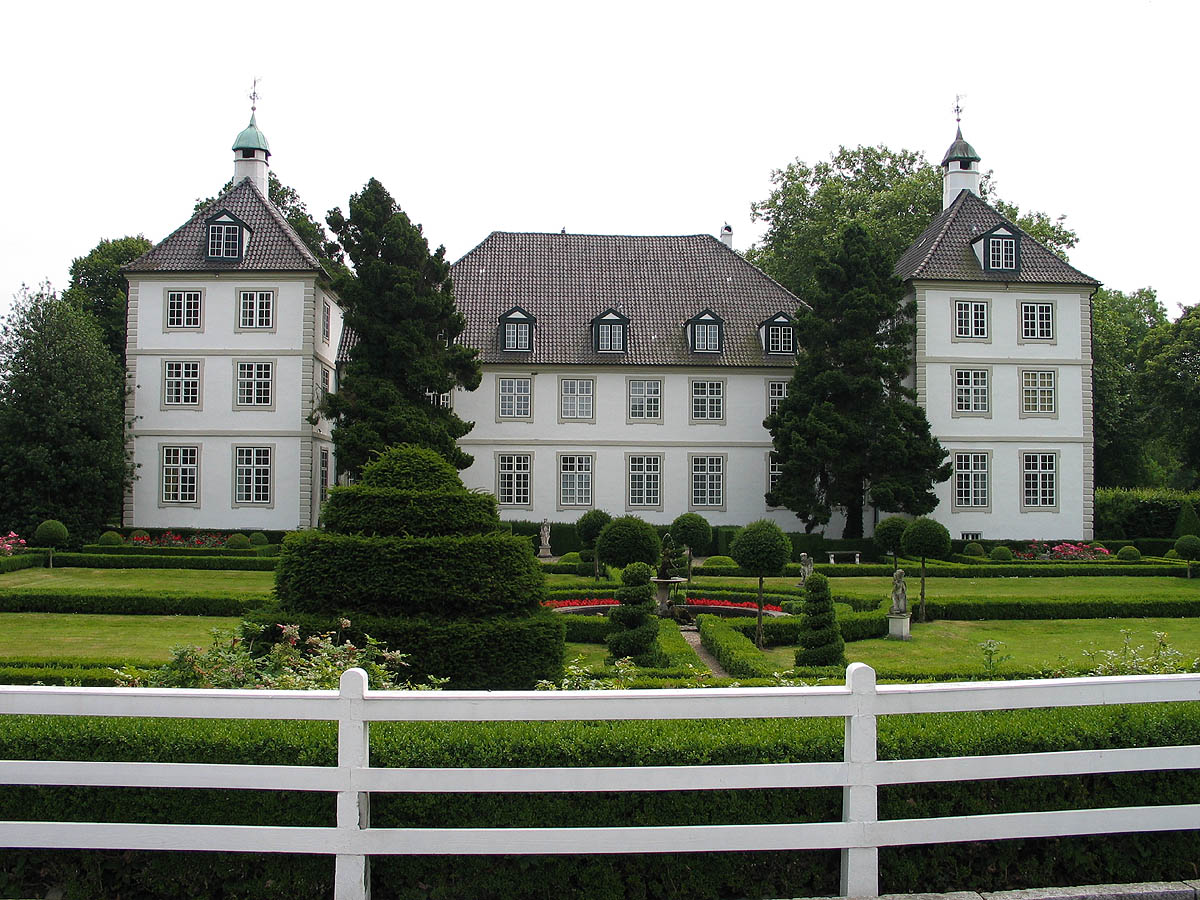
Das Herrenhaus auf Gut Panker: Solche und ähnliche Gebäude sind immer wieder Schauplatz von Horrorvideospielen.

Im Laufe des 20. Jahrhunderts zeigte sich mit der Entstehung des Films auch die Vermischung von Horrorfilm und Horrorliteratur: Anfangs wurden vornehmlich „klassische“ Horrorgeschichten verfilmt, darunter Dr Jekyll and Mr Hyde (1920), Dracula (1931) und Frankenstein (1931). Zudem verarbeitete man später immer mehr Horrorromane der Gegenwart mit den besonderen Mitteln der Filmkunst. Ab Ende des 20. Jahrhunderts waren überwiegend Drehbuch-Produktionen am erfolgreichsten.
| Filmtitel                       | Erstauf- führung | Regisseur        | Titel des Buches / der Erzählung     | Erst- ausgabe | Autor                 |
| ------------------------------- | ---------------- | ---------------- | ------------------------------------ | ------------- | --------------------- |
| Der Untergang des Hauses Usher  | 1928             | Jean Epstein     | Der Untergang des Hauses Usher       | 1839          | Edgar Allan Poe       |
| White Zombie                    | 1932             | Victor Halperin  | White Zombie (Drehbuch)              | 1932          | Garnett Weston        |
| King Kong und die weiße Frau    | 1933             | Merian C. Cooper | The Beast (Drehbuch)                 | 1932          | Edgar Wallace et al.  |
| The Return of Dr. X             | 1939             | Vincent Sherman  | The Doctor's Secret (Kurzgeschichte) | 1938          | William J. Makin      |
| Der Wolfsmensch                 | 1941             | George Waggner   | Der Wolfsmensch (Drehbuch)           | 1941          | Curt Siodmak          |
| The Mad Ghoul                   | 1943             | James P. Hogan   | The Mad Ghoul                        | 1942          | Hanns Kräly           |
| House of Horrors                | 1946             | Jean Yarbrough   | House of Horrors                     | 1946          | Dwight V. Babcock     |
| Das Ding aus einer anderen Welt | 1951             | Christian Nyby   | Who Goes There?                      | 1938          | John W. Campbell      |
| Der Schrecken vom Amazonas      | 1954             | Jack Arnold      | The Creature from the Black Lagoon   | 1954          | John Russell Fearn    |
| Tarantula                       | 1955             | Jack Arnold      | Tarantula (Drehbuch)                 | 1955          | Jack Arnold et al.    |
| Die Dämonischen                 | 1956             | Don Siegel       | Invasion of the Body Snatchers       | 1956          | Jack Finney           |
| Die Fliege                      | 1958             | Kurt Neumann     | Die Fliege (Kurzgeschichte)          | 1957          | George Langelaan      |
| Psycho                          | 1960             | Alfred Hitchcock | Psycho                               | 1959          | Robert Bloch          |
| Die Vögel                       | 1963             | Alfred Hitchcock | The Birds (Kurzgeschichte)           | 1952          | Daphne du Maurier     |
| Incubus                         | 1965             | Leslie Stevens   | Inkubo (Drehbuch)                    | 1965          | Leslie Stevens        |
| Rosemaries Baby                 | 1968             | Roman Polański   | Rosemary’s Baby                      | 1967          | Ira Levin             |
| Der Omega-Mann                  | 1971             | Boris Saga       | I Am Legend                          | 1954          | Richard Matheson      |
| Duell                           | 1971             | Steven Spielberg | Duel (Kurzgeschichte)                | 1971          | Richard Matheson      |
| Der Exorzist                    | 1973             | William Friedkin | The Exorcist                         | 1971          | William Blatty        |
| Der weiße Hai                   | 1975             | Steven Spielberg | Jaws                                 | 1974          | Peter Benchley        |
| Das Omen                        | 1976             | Richard Donner   | The Omen (Drehbuch)                  | 1976          | David Seltzer         |
| Amityville Horror               | 1979             | Stuart Rosenberg | The Amityville Horror                | 1977          | Jay Anson             |
| Das Grauen                      | 1980             | Peter Medak      | The Changeling (Drehbuch)            | 1980          | Russell Hunter et al. |
| Shining                         | 1980             | Stanley Kubrick  | Shining                              | 1977          | Stephen King          |
| Tanz der Teufel                 | 1981             | Sam Raimi        | The Evil Dead (Drehbuch)             | 1981          | Sam Raimi             |
| Christine                       | 1983             | John Carpenter   | Christine                            | 1983          | Stephen King          |
| Re-Animator                     | 1985             | Stuart Gordon    | Herbert West – Der Wiedererwecker    | 1922          | H. P. Lovecraft       |
| Hellraiser                      | 1987             | Clive Barker     | The Hellbound Heart                  | 1986          | Clive Barker          |
| Warlock – Satans Sohn           | 1989             | Steve Miner      | Warlock (Drehbuch)                   | 1989          | David Twohy           |
| Das Schweigen der Lämmer        | 1991             | Jonathan Demme   | The Silence of the Lambs             | 1959          | Thomas Harris         |
| Jurassic Park                   | 1993             | Steven Spielberg | DinoPark                             | 1990          | Michael Crichton      |
| Scream                          | 1996             | Wes Craven       | Scream (Drehbuch)                    | 1996          | Kevin Williamson      |
| Blair Witch Project             | 1999             | Myrick/Sánchez   | The Blair Witch Project (Drehbuch)   | 1999          | Myrick/Sánchez        |
| Jeepers Creepers                | 2001             | Victor Salva     | Jeepers Creepers (Drehbuch)          | 2001          | Victor Salva          |
| Wrong Turn                      | 2003             | Rob Schmidt      | Wrong Turn (Drehbuch)                | 2003          | Alan B. McElroy       |
| Trespassing                     | 2004             | James Merendino  | Trespassing (Drehbuch)               | 2004          | James Merendino       |
| The Descent                     | 2005             | Neil Marshall    | The Descent (Drehbuch)               | 2005          | Neil Marshall         |
| Cloverfield                     | 2008             | Matt Reeves      | Cloverfield (Drehbuch)               | 2008          | Drew Goddard          |
| Let Me In                       | 2010             | Matt Reeves      | So finster die Nacht                 | 2004          | John A. Lindqvist     |
| Die Frau in Schwarz             | 2012             | James Watkins    | Die Frau in Schwarz                  | 1983          | Susan Hill            |
| Conjuring – Die Heimsuchung     | 2013             | James Wan        | The Conjuring (Drehbuch)             | 2013          | Chad & Carey Hayes    |

### Horrorliteratur und -videospiele
Der Einfluss der Horrorliteratur auf die Entwicklung der Horrorvideospiele ist unverkennbar. Insbesondere das Genre des Survival Horrors orientiert sich häufig an traditionellen Motiven der Horrorliteratur, insbesondere der Gothic Fiction. So spielt sich die Handlung oft in einem alten und verlassenen Gebäude ab, wie etwa einem Herrenhaus (Beispiele sind die Spencer Mansion und das Polizeirevier von Raccoon City in Resident Evil, die Derceto Mansion in Alone in the Dark, der Clock Tower aus der gleichnamigen Spielereihe oder die Villa Himuro in Project Zero), das den Spukschlössern aus Walpoles The Castle of Otranto oder Radcliffes The Mysteries of Udolpho ähnelt. Darüber hinaus sind vor allen Dingen Vampire und Zombies, genau wie in zahlreichen Büchern, häufig als Gegner in Videospielen anzutreffen.
Manche Spiele basieren auch direkt auf Horrorliteratur, so baut z. B. die Alone-in-the-Dark-Reihe auf H. P. Lovecrafts Cthulhu-Mythos auf, in dem die Akteure mit unaussprechlichen, für den gesunden Geist nicht erfassbaren Monstern konfrontiert werden. Auf diesen Mythos bezieht sich auch das Spiel Call of Cthulhu: Dark Corners of the Earth, das im fiktiven Ort Innsmouth spielt und Lovecrafts Mythos bereits im Titel nennt. Der bekannte Horrorautor Clive Barker hat sogar eigens für ein Videospiel eine Hintergrundgeschichte verfasst, das Ergebnis ist Clive Barker’s Undying.

#### Literarische Fundobjekte in Horrorvideospielen
Insbesondere bei Alone in the Dark und Resident Evil spielen Schriftstücke innerhalb des Spieles eine große Rolle, da der Spieler immer wieder Briefe, Tagebücher, Notizen, Protokolle usw. aufsammeln muss, da sie Klarheit über die Geschehnisse schaffen. Besonders erwähnenswert ist vor allem ein fiktives Tagebuch, das sogenannte Keeper’s Diary, aus dem ersten Resident-Evil-Teil, das die allmähliche Verwandlung eines Menschen, des Keepers, in einen Zombie schildert und dessen von Eintrag zu Eintrag immer simpler werdende Sprache den geistigen Verfall und die Entmenschlichung des Keeper darstellt. Das Tagebuch endet mit der Beschreibung, wie der Keeper seine eigenen allmählich abfallenden Haut- und Fleischstücke frisst.

#### Literarische Referenzen in Horrorvideospielen

##### Resident-Evil-Reihe

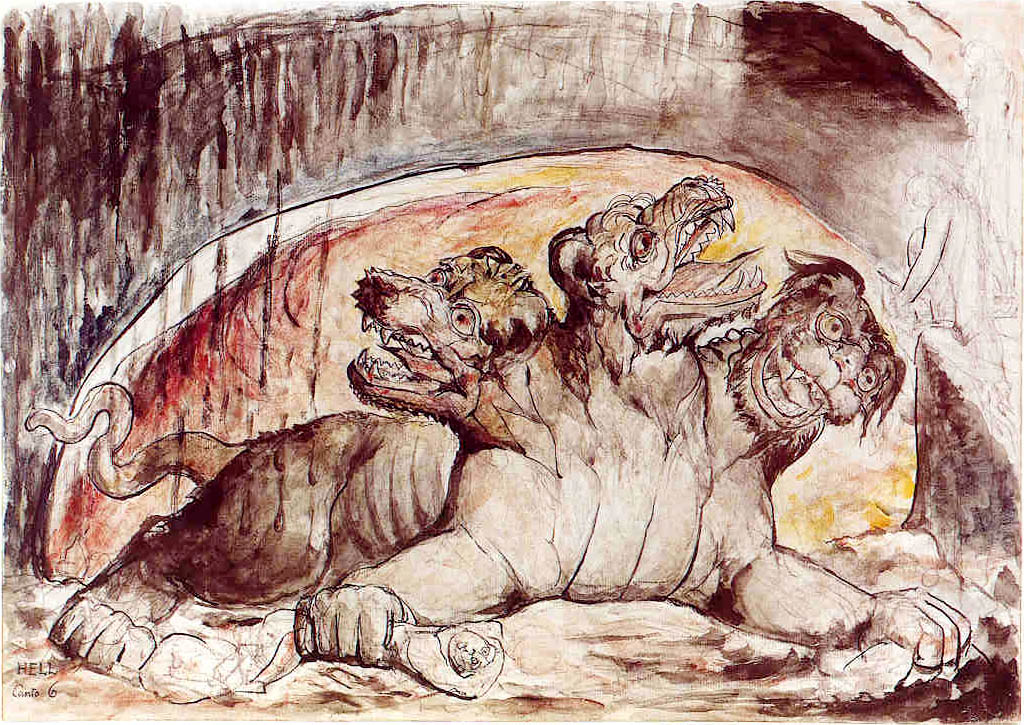
Der Cerberus in einer Zeichnung von William Blake, eine Inspiration für die Zombie-Hunde in Resident Evil

Manche Spiele enthalten auch direkte Anspielungen auf Autoren oder Werke der Horrorliteratur, so basieren unter anderem die meisten Kreaturen, gegen die man sich in den verschiedenen Resident-Evil-Spielen zur Wehr setzen muss, auf mythologischen Figuren: Beispiele dafür sind die Chimaira, der Cerberus, der Neptune, der Nemesis, der Nosferatu, der Nyx und der Pluto.

##### Alone-in-the-Dark-Reihe
Der Name der Hauptfigur der Spielereihe, Edward Carnby, ist eine Referenz zu John Carnby, einer Figur aus der von Clark Ashton Smith verfassten Cthulhu-Mythos-Erzählung Return of the Sorcerer.
In Alone in the Dark findet man eine Übersetzung von Homers Odyssee, die dem Spieler wertvolle Tipps zum Besiegen zweier Gegner, genauer: zweier Medusen, liefert. Zu den weiteren Büchern, die man in Alone in the Dark findet, gehören unter anderem das Necronomicon, das Werk Unaussprechliche Kulte und das De Vermis Mysteriis, die, wie das gesamte Spiel, auf H. P. Lovecrafts Geschichten beruhen. Außerdem wird in einem Buch berichtet, dass der Name des Herrenhauses, Decerto, einer von vielen Namen für die Gottheit Shub-Niggurath darstellt – bei Lovecraft eine Art finstere Fruchtbarkeitsgöttin. Der Name De Certo taucht als Nachname eines gewissen Judas De Certo, der als bösartiger Hellseher, ja sogar als Dämon, beschrieben wird, im vierten Teil der Spielereihe dann erneut auf.
In einem Schriftstück in Alone in the Dark 2 wird berichtet, dass einer der Piraten, gegen die man kämpfen muss, namens Frederick DeWitt, eine Affäre mit der Marquise von O… hatte: eine Anspielung auf Heinrich von Kleists gleichnamige Novelle. Das Schiff dieser verfluchten Piratencrew heißt darüber hinaus Flying Dutchman: eine Anspielung auf eine mythologische Gestalt. Ein weiteres Schriftstück ist betitelt mit Ich besiegte Voodoo – Unveröffentlichtes Kapitel aus „MS. Found in a Bottle“ und zitiert somit den Titel einer bekannten Kurzgeschichte von Edgar Allan Poe, die wiederum auf der Sage vom Fliegenden Holländer basiert.

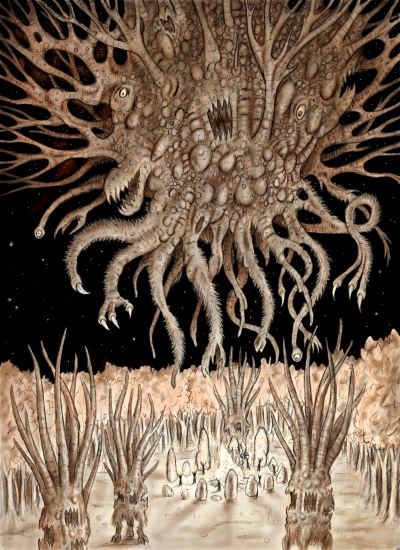
Die fiktive Cthulhu-Gottheit Shub-Niggurath, auch bekannt als Decerto, gibt in Alone in the Dark der Decerto Mansion ihren Namen.

In Alone in the Dark 4: The New Nightmare vergleicht die Protagonistin Aline den Wissenschaftler Alan Morton mit Dr. Moreau – eine Anspielung auf die Geschichte Die Insel des Dr. Moreau des englischen Schriftstellers H. G. Wells, in der ein verrückter Forscher versucht, mittels grausamer Experimente Tierwesen zu Menschen zu machen. Obed Morton vergleicht außerdem in seinem Tagebuch, das man während des Spiels lesen muss, den Arbeitsraum seines Großvaters Jeremy Morton mit Ali Babas Höhle. Als Aline erscheint dem Spieler der Geist des bereits erwähnten De Certo in einem Spiegel, der einen dazu auffordert, durch den Spiegel zu kommen, genau so, wie Alice es getan hat – eine Anspielung auf Lewis Carrolls Alice hinter den Spiegeln (ähnlich wie bei Silent Hill, siehe weiter unten). Außerdem findet man als Aline in einem Raum ein Buch von Jean-François Champollion, der mit Entzifferung der ersten Hieroglyphen auf dem Stein von Rosetta den Grundstein für die wissenschaftliche Erforschung des dynastischen Ägyptens legte. Um das Spiel zu beenden, muss man die Statuen der sieben fiktiven Indianergötter Hecatonchires, Gilamesh, Ouphenos, Anticoalt, Heliopaner, Melacanthe und Hemicles suchen und finden. Zumindest die Namen der beiden Erstgenannten lassen sich durch Anspielungen erklären: Hecatonchires spielt auf die Hekatoncheiren der griechischen Mythologie an, Gilamesh auf das Gilgamesch-Epos, eine der ältesten überlieferten literarischen Dichtungen der Menschheit und das berühmteste literarische Werk Babyloniens.

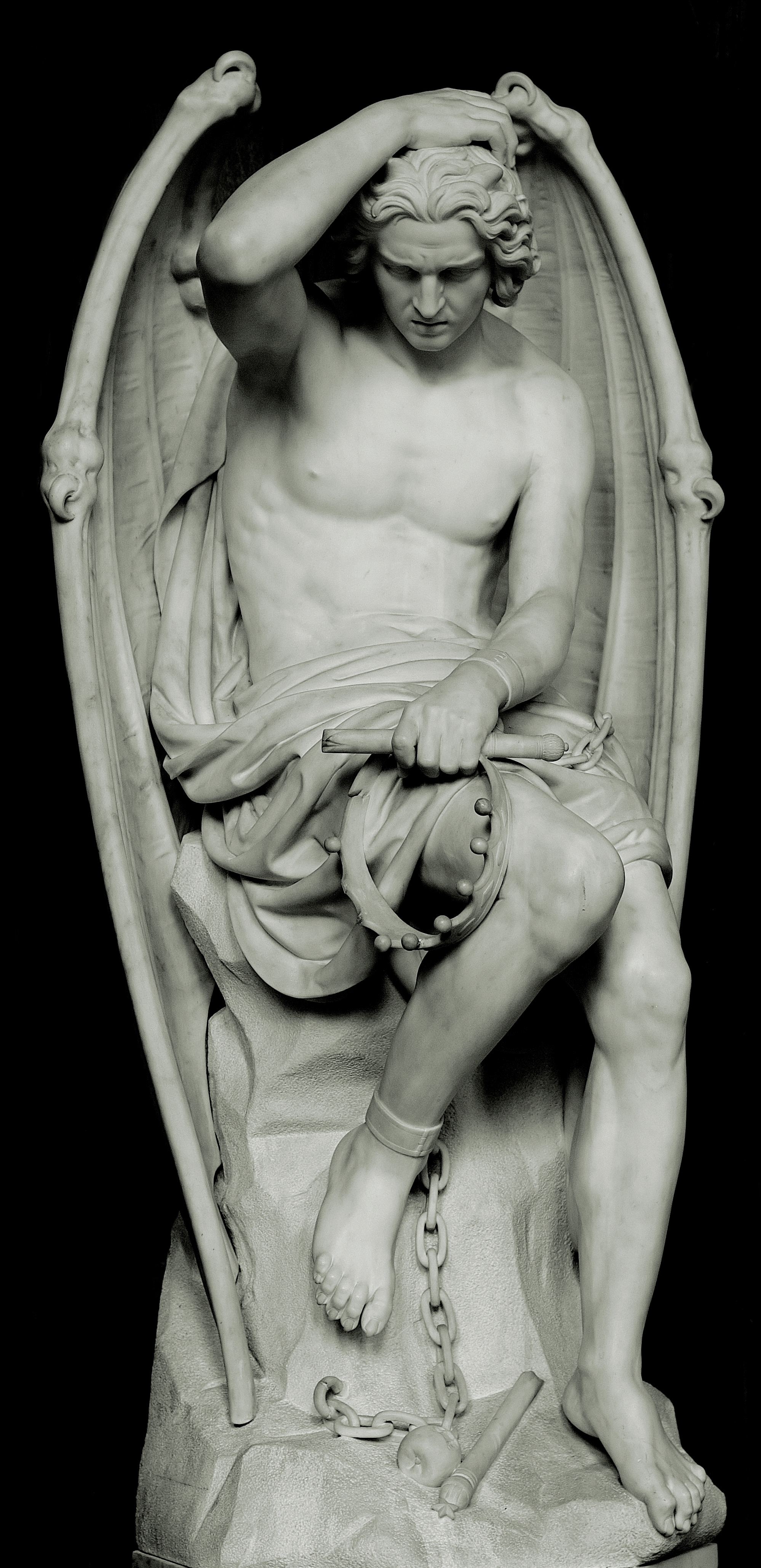
In Alone in the Dark 5 erhält man die Nachricht eines mysteriösen Lichtbringers; hier die Lucifer darstellende Skulptur Le Génie du Mal von Guillaume Geefs in der St.-Pauls-Kathedrale (Lüttich)

Am Anfang von Alone in the Dark 5 wird der französische Poet Charles Baudelaire zitiert: The Devil's foremost deception is convincing you that he does not exist. (Auf Deutsch: Die größte Täuschung des Teufels besteht darin, dich davon zu überzeugen, dass er nicht existiert.) Später erhält man eine Nachricht von einem gewissen Lightbringer, also Lichtbringer, woraufhin die Figur Sarah dem Carnby, und somit auch dem Spieler, erklärt, dass Lichtbringer auf Lateinisch Lucifer bedeutet. Es wird im Laufe des Spiels bestätigt, dass man es mit Lucifer höchstpersönlich zu tun hat. Dieser ist auf der Suche nach dem Stein der Weisen, den er in der Realität des Spiels selbst erschaffen hat, um damit seine Seele durch alle Zeitalter zu retten.
Durch ein prophetisches Gedicht wird auch klar, dass Carnby und Sarah keineswegs zufällig in ihre derzeitige Situation geraten sind: The hands of Venus will shape the lock to this door. / While Mars will fight and bring the key back to the core. (Auf Deutsch etwa: Venus’ Hände formen bald das Schloss zu dieser Tür. / Während Mars kämpft und den Schlüssel zurückbringt dafür.) Es stellt sich dann heraus, dass Sarah die Venus darstellt, während Carnby die Rolle des Mars zukommt.

##### Call of Cthulhu: Dark Corners of the Earth
Wie bereits weiter oben erwähnt, baut Call of Cthulhu: Dark Corners of the Earth direkt auf Lovecrafts gleichnamigem Mythos auf. Call of Cthulhu ist eine der bekanntesten Geschichten Lovecrafts, das Spiel orientiert sich weitestgehend an Lovecrafts Geschichte Shadow over Innsmouth, weshalb auch Figuren dieser Geschichte, wie etwa der Trunkenbold Zadok Allen auftauchen. Zadok erklärt dem Spieler, wenn er dafür eine Flasche Alkohol bekommt, einiges über die Vergangenheit von Innsmouth und benutzt dabei teilweise sogar den gleichen Text wie in der Geschichte. Einige Szenen spielen auch im Arkham Asylum, Lovecrafts berüchtigter Nervenklinik. Darüber hinaus tauchen auch die Gottheiten Dagon und Hydra als Endgegner auf. Das Buch des Dagon muss zur Entschlüsselung verschiedener Inschriften und der Lösung verschiedener Rätsel benutzt werden. Cthulhu selbst tritt, wider Erwarten, nicht in Aktion, ist aber mit zahlreichen Statuen und in verschiedenen Texten, Gebeten und Ähnlichem omnipräsent. Eine wichtige Rolle für die Handlung spielt die Große Rasse von Yith; die Älteren Wesen werden in einem Schriftstück erwähnt, genau wie die Mi-Go, die im Epilog genannt werden. Als weiterer Endgegner taucht ein Shoggoth auf. Die Tiefen Wesen gehören zu den am häufigsten auftauchenden Gegnern des Spiels.
Einer der Gefängnisinsassen in Innsmouth, Henry, beschwert sich über Die Ratten im Gemäuer (eine Anspielung auf Lovecrafts gleichnamige Geschichte The Rats in the Walls). Henry zeigt schwerwiegende psychische Probleme, vermutlich Wahnsinn, und schlägt seinen Kopf absichtlich gegen die Wand seiner Zelle, was auch Dr. Halsey in Lovecrafts Geschichte Herbert West – Reanimator (dt.: Herbert West – Der Wiedererwecker) tut. Eine griechische Version der Pnakotischen Manuskripte, eine Ausgabe der Unaussprechlichen Kulte und das Buch Eibon sind im Spiel zu finden. Ein Zeitungsausschnitt spielt auf die von Lovecraft verfasste Kurzgeschichte The Music of Erich Zann (Die Musik des Erich Zann) an.

##### Silent-Hill-Reihe
Insbesondere der erste Teil von Silent Hill strotzt nur so vor literarischen Referenzen. So gibt es darin unter anderem:
- eine Bachman Street (Richard Bachman – ein Pseudonym Stephen Kings)
- eine Bloch Street (Robert Bloch)
- eine Bradbury Street (Ray Bradbury)
- eine Craig Street (Johnny Craig)
- eine Crichton Street (Michael Crichton)
- eine Finney Street (Jack Finney)
- eine Matheson Street (Richard Matheson)
- eine Koontz Street (Dean Koontz)
- eine Levin Street (Ira Levin)
- eine Midwich Street sowie eine Midwich Elementary School (eine Anspielung auf das Dorf in John Wyndhams The Midwich Cuckoos, der Romanvorlage zu Das Dorf der Verdammten)
- eine Sagan Street (Carl Sagan)
- eine Sandford Street (John Sandford – ein Pseudonym John Camps)
- eine Simmons Street (Dan Simmons)
- eine Weaver Street (Tom Weaver)
- eine Wilson Street (F. Paul Wilson)
- einen Mark Twain Book & Gift Shop
- ein Café mit dem Namen A Moveable Feast (Titel eines Romans von Ernest Hemingway)
- einen Laden namens Mushnik’s Florist, in dem es eine Pflanze namens Audrey Junior gibt (eine Anspielung auf den Film The Little Shop of Horrors)
- ein Norman’s Motel (eine Anspielung auf das Bates’ Motel, geleitet von Norman Bates in Robert Blochs Psycho)
- ein Garagentor, auf dem REDRUM in Blut geschrieben steht; REDRUM (engl. red rum für roter Rum) spiegelt in Stephen Kings Shining die Alkoholprobleme und Blutgelüste des Protagonisten wider – zudem ist es das rückwärts geschriebene englische Wort murder (Mord)
- eine Zeitung mit der Schlagzeile Bill Skins Fifth (Bill häutet Fünftes, eine Anspielung auf Buffalo Bill aus Thomas Harris’ Silence of the Lambs)
- mehrere Poster, welche die beiden Stephen-King-Verfilmungen Pet Sematary und Carrie bewerben
- eine Anspielung auf Stephen Kings Salems Lot: darin hat ein Sheriff denselben Nachnamen wie die Figuren Dahlia und Alessa Gillespie

### Moderne Sagen/Urban Legends
Moderne Sagen (engl. urban legends, dt. städtische Legenden) wie die Geschichte vom Haken, Die Affenpfote, Die Spinne in der Yucca-Palme, das Haustier in der Mikrowelle oder der Verschwindende Anhalter sind Beispiele der typischen Lagerfeuergeschichten, mit denen man einander wohlig erschrecken will – oft als Mutprobe oder Nervenkitzel. Ihre scheinbare Authentizität ergibt sich daraus, „dass der Bekannte einer Bekannten eines Verwandten eines Freundes“ sie tatsächlich erlebt haben soll, daher auch die Bezeichnung FOAF tales (Friend of a friend tales).

## Bram Stoker Award
Der Bram Stoker Award ist ein Literaturpreis, der von der Horror Writers Association (HWA) seit 1987 jährlich in verschiedenen Kategorien (u. a. Beste Novelle, Bestes Erstlingswerk, Bester Roman und Beste Kurzgeschichte) für außergewöhnliche Beiträge zur Horrorliteratur verliehen wird. Die Gewinner werden per Wahl von den Mitgliedern der HWA bestimmt. Der Name wurde zum Gedenken an Bram Stoker, den Schöpfer von Dracula gewählt. Mitglieder sind unter anderem Ramsey Campbell, Nancy Kilpatrick, Joyce Carol Oates und Peter Straub. Bisherige Gewinner sind unter anderem Clive Barker, Robert Bloch, Ray Bradbury, Neil Gaiman, Stephen King, Richard Laymon, Dean Koontz, Richard Matheson, J. K. Rowling und Dan Simmons.

## Quellbelege
1. ↑  Julia Hoydis: Horror- und Gruselliteratur: Unheimlicher Nervenkitzel.
2. ↑  Moritz Baßler: Poetik populärrealistischer Erzählliteratur. In: Ralf Simon (Hrsg.): Grundthemen der Literaturwissenschaft: Poetik und Poetizität. Walter de Gruyter, Berlin/Boston 2018, ISBN 978-3-11-041064-8, S. 225 (abgerufen über De Gruyter Online).
3. ↑  Vgl. J. A. Cuddon et al. (1977), A Dictionary of Literary Terms and Literary Theory, André Deutsch Ltd, London, pass.
4. ↑  Vgl. H. J. Alpers et al. (1999), Lexikon der Horrorliteratur, Fantasy Productions, Erkrath, pass.